# محمد ويلكيرسون
محمد ويلكيرسون (بالإنجليزية: Muhammad Wilkerson)‏ هو لاعب كرة قدم أمريكية أمريكي، ولد في 22 أكتوبر 1989 في ليندن في الولايات المتحدة.

## وصلات خارجية
- محمد ويلكيرسون على موقع إي إس بي إن.كوم (أن.أف.أل)3
- محمد ويلكيرسون على موقع مرجع كرة القدم المحترفة.كوم (الإنجليزية)